# Francisco de Campos Barreto
Francisco de Campos Barreto (Sousas, 28 de março de 1877 — Campinas, 22 de agosto de 1941) foi um bispo católico brasileiro, bispo de Diocese de Pelotas e de Campinas.

## Biografia
Foi ordenado sacerdote no dia 22 de dezembro de 1900, na Catedral de São Paulo por Dom Antônio Cândido Alvarenga, começando seu trabalho como vigário da pequena e recente paróquia de Vila Americana. De maio de 1903 a dezembro de 1904 foi pároco no seu natal Arraial dos Sousas. Em 1904 foi transferido para a Matriz de Santa Cruz de Campinas, sendo o seu quinto vigário.
No dia 9 de março de 1908, foi-lhe conferido o título de monsenhor pelo Papa Pio X. Instalada a Diocese de Campinas, foi nomeado por Dom Nery como cônego arcipreste (chefe dos padres de um clero) do cabido diocesano, ocupando o cargo de procurador da Mitra, além de outras Comissões na administração do bispado, entre elas a de examinador pró-sinodal, substituto do presidente do Tribunal Eclesiástico e examinador dos novos sacerdotes.
No dia 12 de maio de 1911, através da bula papal Dilectis filiis erigendo, foi nomeado para primeiro bispo da nova Diocese de Pelotas, no Rio Grande do Sul. Sua ordenação episcopal foi na Catedral de Campinas, em 27 de agosto de 1911, por Dom João Batista Correia Néri, bispo de Campinas, Dom Antônio Augusto de Assis, bispo de Pouso Alegre, e por Dom Sebastião Leme da Silveira Cintra, bispo de Orthosia e coadjutor do Rio de Janeiro. Seu lema episcopal era Dominus Regit Me, "O Senhor me rege". Dom Barreto assumiu a Diocese de Pelotas no dia 21 de outubro de 1911.
No dia 30 de junho de 1920, foi transferido para a Diocese de Campinas, através de ato assinado pelo Papa Bento XV. Dom Barreto tomou posse da sua nova diocese em 14 de novembro de 1920. No seu governo foi construído o Palácio Episcopal e o Seminário Diocesano.
Em 1928, protestou publicamente contra o procedimento do vice-presidente da República, Fernando de Melo Viana, que civilmente casou-se em Campinas com Clotilde de Sousa Elijalde, uma senhora já casada na Igreja.
Fundou o Instituto das Irmãs Missionárias de Jesus Crucificado, no qual decorreram as famosas aparições de Nossa Senhora das Lágrimas à Irmã Amália de Jesus Flagelado, e foi quem aprovou eclesiasticamente as mensagens e orações devocionais reveladas à religiosa.